# Charlie Hofheimer
Charlie Hofheimer (Detroit (Michigan), 17 april 1981) is een Amerikaans acteur, filmproducent, filmregisseur, scenarioschrijver en filmeditor.

## Biografie
Hofheimer begon in 1984 met acteren in de film Lassie. Hierna heeft hij nog meerdere rollen gespeeld in films en televisieseries zoals Mad Men (2010-2012) en 24: Legacy (2016-2017). 
Hofheimer is ook actief in het theater, hij maakte in 1995 zijn debuut op Broadway met het toneelstuk On the Waterfront als Jimmy Conroy, hierna heeft hij nog eenmaal opgetreden op Broadway. In 2012 in het toneelstuk The Lyons als Curtis Lyons.

## Filmografie

### Films
Uitgezonderd korte films.
- 2019 The Mandela Effect - als Brendan
- 2019 The Nearest Human Being - als Devin
- 2017 Easy Living - als Norman
- 2016 Dependent's Day - als Larry Wright
- 2014 Betrayed - als Trent
- 2013 Paranoia - als Richard McAllister
- 2012 The March Sisters at Christmas - als John Brooke
- 2012 Would You Rather – als Travis
- 2011 Blur – als Raymond
- 2010 Autopilot – als Mike
- 2004 The Village – als beveiligingsagent
- 2001 Black Hawk Down – als Smith
- 2001 Last Ball – als Jim
- 1999 Music of the Heart – als Nick als 17
- 1999 Blue Moon – als T.J. Medieros
- 1998 Edge City – als James
- 1997 Fathers' Day – als Scott Andrews
- 1996 Boys – als John Cooke
- 1994 Lassie – als Jim Garland

### Televisieseries
Uitgezonderd eenmalige gastrollen.
- 2024 Lady in the Lake - als Wallace White - 4 afl.
- 2019 For All Mankind - als Dennis Lambert - 2 afl.
- 2016 - 2017 24: Legacy - als Ben Grimes - 7 afl.
- 2015 TURN - als beveiliger van Hewlett - 3 afl.
- 2010 – 2013 Mad Men – als Abe Drexler – 11 afl.
- 2012 Private Practice - als Ron Nelson - 4 afl.
- 2008 Centerbury's Law – als Ethan Foster – 3 afl.

### Filmproducent
- 2023 Mom - korte film
- 2013 Lana - korte film
- 2012 Amen – korte film
- 2012 Home - korte film
- 2010 Grave Down - korte film
- 2010 Rock Mafia Presents: The Big Band – korte film
- 2009 Against the Current – film
- 2008 Baggage – korte film

### Filmregisseur
- 2012 Home - korte film
- 2008 Baggage – korte film

### Scenarioschrijver
- 2010 Grave Dawn – korte film
- 2008 Baggage – korte film

### Filmeditor
- 2023 Mom - korte film
- 2012 Home - korte film
- 2010 Grave Dawn – korte film
- 2008 Baggage – korte film

- Library of Congress Control Number: no2010111787
- Virtual International Authority File: 125913604
- WorldCat: E39PBJjdd4HDCFK48jgGxxKDbd